# Megliadino San Vitale
Megliadino San Vitale – miejscowość i gmina we Włoszech, w regionie Wenecja Euganejska, w prowincji Padwa.
Według danych na rok 2004 gminę zamieszkiwały 1934 osoby, 128,9 os./km².